# Wide Vercnocke

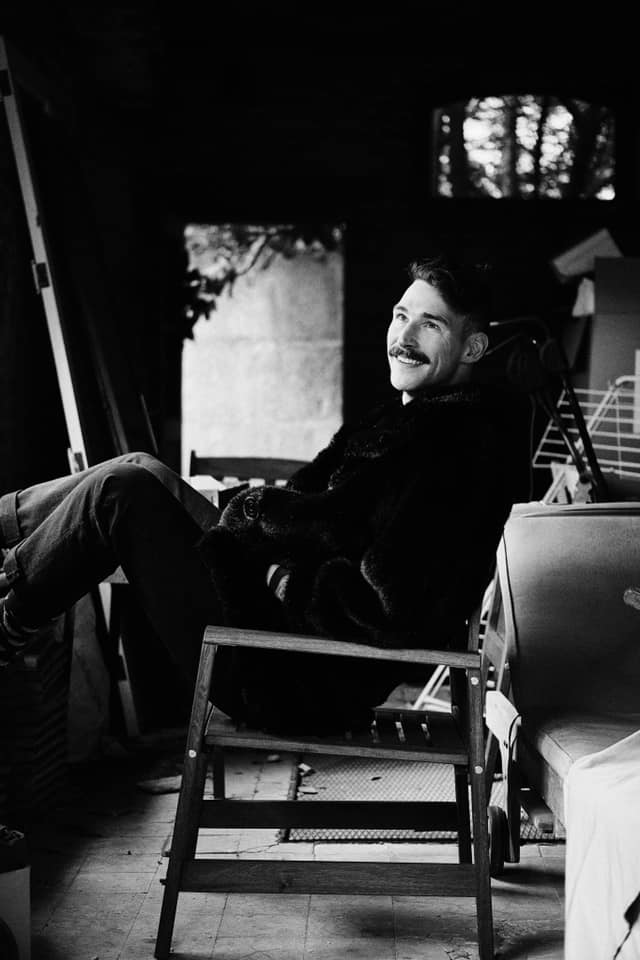
Wide Vercnocke door Andrew Snowball, 2020

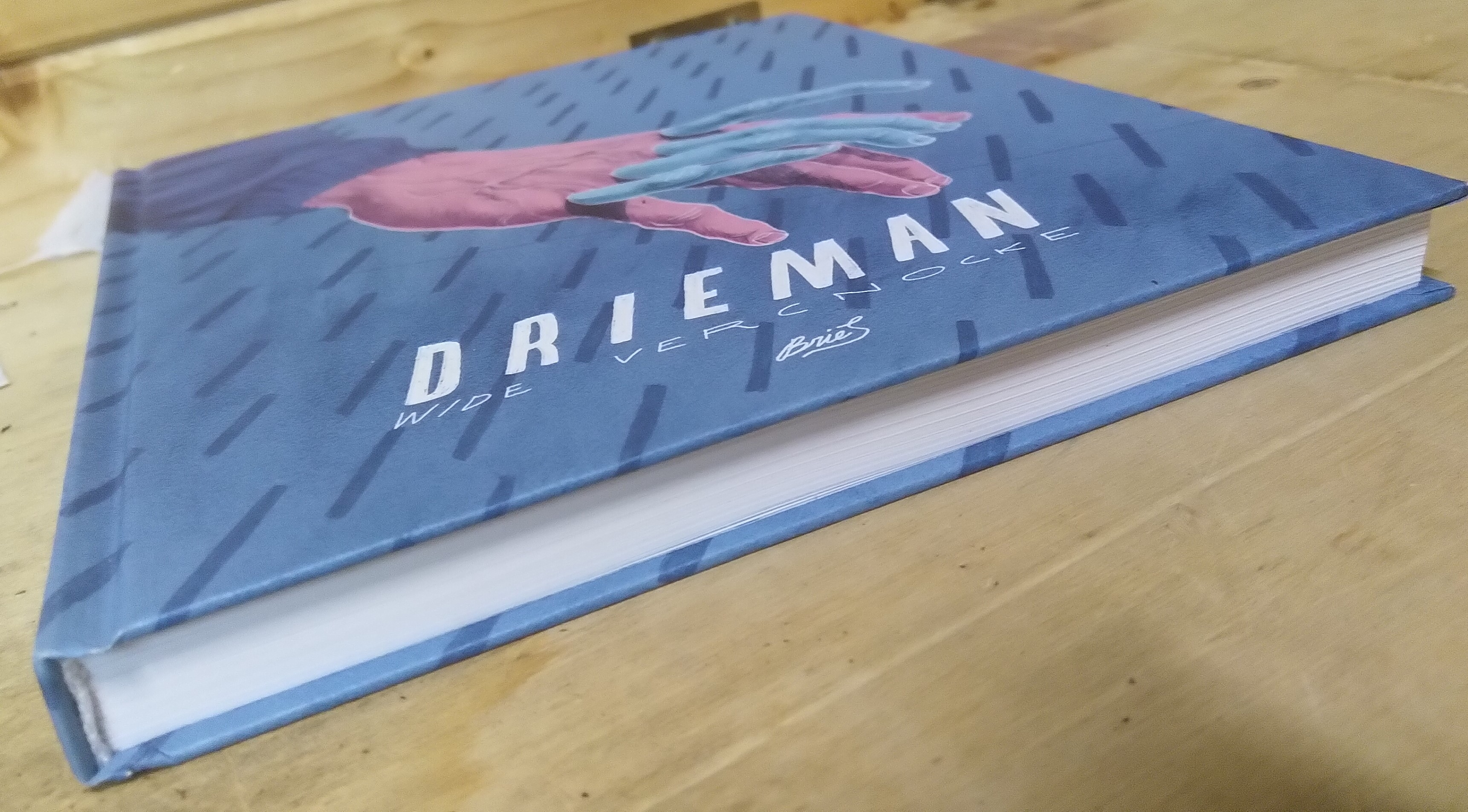
Drieman, Wide Vercnocke, Uitg. Bries, 2020, Hardcover, 120p., 21.5 x 27.

Wide Vercnocke (Leuven, 28 november 1985) is een Belgisch tekenaar en illustrator.

## Biografie
Wide Vercnocke werd geboren in Leuven op 28 november 1985, als jongste zoon van Rombout Vercnocke (1955) en Else Dierck (1957-2014), beiden licentiaat Germaanse Filologie. Hij groeide op in Kortenberg en doorliep daar de lagere school. Al vroeg bleek zijn tekentalent. Daarom koos hij voor de kunsthumaniora aan het Heilig Hart Instituut te Heverlee. Vercnocke bekwaamde zich verder aan de Sint-Lukas Hogeschool te Brussel (nu Campus Sint-Lukas) waar hij het Masterdiploma haalde in de Beeldende Kunsten, afdeling Grafisch Ontwerp (2010).
Zijn afstudeerwerk aan Sint-Lukas werd meteen zijn eerste gepubliceerde strip: "Mijn Muze ligt in de zetel" (2013). Daarna volgden "Wildvlees" (2014), "Narwal" (2016) en "Drieman" (2020). Alle strips werden gepubliceerd door de uitgeverij "Bries".
Tussendoor werkt hij als freelancer. Tekeningen verschenen onder meer in Humo, Focus Knack en De Standaard of als grote muurschilderingen. Als illustrator is hij ook verbonden met "De Sprekende Ezels", een podium voor poëzie, woord en muziek.
Hij is ook een verwoed basketter.
Wide Vercnocke is de kleinzoon van dichter-schilder Ferdinand Vercnocke. Zijn in 2020 verschenen strip "Drieman" behandelt het cultureel collaboratie verleden van zijn grootvader tijdens de Tweede Wereldoorlog. Op 28 februari 2020 werd deze strip voorgesteld in Muntpunt te Brussel. "Het trauma van de oorlog leeft generaties lang voort", aldus Vercnocke.

## Stijl
Over "Wildvlees": "Het werk van Vercnocke valt onder de noemer graphic poem, een genre dat de laatste jaren steeds vaker dichters, illustratoren, stripauteurs en beeldend kunstenaars bijeen brengt, zoals Randall Casaer, Lies Van Gasse en Ephameron. Maar Vercnocke vereenzelvigt zich daar niet meteen mee. 'Ik weet niet of dat echt helemaal zo nieuw is als wordt beweerd, hoor. Dotremont en Lucebert, en bijna heel de Cobra lichting, waren er al quasi mee bezig voor dat het in die omschrijving geduwd werd. Voor mij is het in ieder geval iets wat vanzelfsprekend is: de beeldrijke taal en het taalrijke beeld. Dat zijn dingen die natuurlijk samenvloeien. In strips merk je die poëtische ondertoon steeds vaker op'. Zijn inspiratie haalt de jonge artiest, net zoals ook de huidige jonge generatie stripmakers, niet langer uit de stripgrootmeesters van weleer, maar uit een breed cultureel veld. Vercnocke: "Vaak word ik geïnspireerd door mensen of artiesten met een bepaalde ondeugendheid of schalksheid die gewoon hun ding doen en ondertussen de schoonste en heftigste dingen geven: schrijvers als Hugo Claus, Peter Verhelst, Jan Wolkers, entertainers als Serge Gainsbourg of Guido Belcanto, stripmakers als Bastien Vivès, Olivier Schrauwen en Kamagurka of een regisseur als David Lynch. Maar het kan ook de oude dakloze zijn die in een Brusselse straat elk mooi meisje met 'jolie poupée' aanspreekt. Er zijn er zoveel die groots zijn." (Geert De Weyer in De Morgen, 2014)

## Enkele realisaties
- Winnaar publieksprijs "Focus Knack Stripstrijd 2010"[7]
- Poster in Metro van Parijs voor de rockband Jungle op “Rock en Seine”, augustus 2015[8]
- Muurschildering “De Walvis” (2016) in de kiosk van het stadspark te Leuven[9](een van de winnaars van de Recupel actie “Verborgen Parels” in 2020[10])
- Cover BRUZZ Passa Porta Festival 2017[11]
- Tekeningen voor de multi-mediale stripvoorstelling "First Contact" van Adriaan Van Aken voor Het Nieuwstedelijk, 2017, 2018, 2019[12]
- Muurschildering Jan Portaels, Vilvoorde, 2018[13]
- “Voyeurs in BXL”, Kunstcollectief ARType, Beursschouwburg, Brussel, mei 2019[14]
- “Spinnenmetenknippen”: wandelvoorstelling voor begraafplaatsen van Max Last, 2019, 2020[15]